# Michael Palme
Michael Palme (* 1943 in Prag; † 10. Februar 2010 in Wiesbaden) war ein deutscher Sportjournalist.

## Leben
Palme kam 1963 zum ZDF und arbeitete von 1978 bis zu seinem Ausscheiden 2004 in verschiedenen Funktionen für die Hauptredaktion Sport. Er nahm als Moderator, Reporter, Interviewer und Kommentator zwischen 1978 und 2004 an allen Olympischen Sommerspielen sowie Fußball-Welt- und Europameisterschaften teil. Palme fungierte außerdem zeitweise als Leiter der ZDF-Redaktion des Sport-Spiegels und war Kommentator für das aktuelle Sportstudio. Nach seiner Pensionierung 2004 wechselte er zum Pay-TV-Sender Premiere. Für seine Berichterstattung von den Olympischen Spielen in Sydney im Jahr 2000 wurde er mit der Silbernen Kugel des Nationalen Olympischen Komitees Deutschlands (NOK) ausgezeichnet.
Palme starb am 10. Februar 2010 im Alter von 66 Jahren in Wiesbaden an den Folgen eines Schlaganfalls.